# Хліб'янка
Хліб'янка (пол. Chlebianka) — гірська річка в Польщі, у Кросненському повіті Підкарпатського воєводства на Лемківщині. Ліва притока Ясьолки, (басейн Балтійського моря).

## Опис
Довжина річки приблизно 16,27 км, найкоротша відстань між витоком і гирлом — 7,87  км, коефіцієнт звивистості річки — 2,07 . Формується притоками та безіменними струмками.

## Розташування
Бере початок на північно-західній стороні від гори Кремінної. Спочатку тече переважно на південний схід через село Лубенко, у Фалішувці повертає на північний схід. Далі тече через Копитова, Пйотрувку, Поремби, Хлібну і у місті Єдличі впадає у річку Ясьолку, праву притоки Вислоки.

## Цікавий факт
- У селі Копитова на правому березі річки розташований Музей шляхетної культури[3].